# Lados
Lados é uma comuna francesa na região administrativa da Nova Aquitânia, no departamento da Gironda. Estende-se por uma área de 6,39 km². Em 2010 a comuna tinha 176 habitantes (densidade: 27,5 hab./km²).